# Слітенко Аркадій Федорович
Арка́дій Фе́дорович Сліте́нко (1938—2003) — український фахівець в царині турбінобудування, доктор технічних наук, професор, академік Академії наук вищої школи та Інженерної академії України, відзначений Президією академії наук вищої школи — нагородою Ярослава Мудрого в галузі науки і техніки.

## З життєпису
Напрями наукових досліджень:
- створення методів розрахунку та оптимізації систем охолодження газових турбін
- вивчення особливостей гідродинаміки та теплообміну потоку робочого тіла в решітках турбомашин.

Під його керівництвом створено програму розрахунку систем охолодження газових турбін «Coolsys».
Протягом 5 років на контрактній основі працював у Республіці Корея в одному з підрозділів підприємства «Самсунг», керував виконанням розрахунково-дослідницьких робіт на замовлення фірми «Дженерал Електрик».
Від 1994 року — голова наукового відділення Академії наук вищої школи України «енергетика та енергозберігання».
Є автором понаж 180 наукових статей, з них 3 монографії, 10 авторських свідоцтв.

## Життєпис
Протягом 1989—2003 років завідував кафедрою турбінобудування.
Як педагог підготував 3 кандидатів технічних наук.